# Ситони
Ситоните (на гръцки: Σίθωνες; на латински: Sithones) са тракийско племе
Те получават името си от Ситон, тракийският цар на племето одоманти в Пеония или хадоманти или на бисалтите, който дава името и на Ситония, полуостров на Халкидическия полуостров.